# Josef Fiala (skladatel)
Josef Fiala (3. března 1748 Lochovice – 31. července 1816 Donaueschingen) byl český gambista, hobojista a hudební skladatel.

## Život
V mládí byl ve službách hraběnky Valpurgy Netolické a hrál v její kapele na zámku v Lochovicích. Hraběnka jej vyslala do Prahy, aby studoval hru na hoboj u předního hobojisty Jana Šťastného. Zde se naučil i hře na violoncello a violu da gamba u Františka Josefa Wernera. Z poddanství se mu podařilo uprchnout a v roce 1774 se stal hobojistou na dvoře knížete Arnošta Kraft z Oettingen-Wallersteinu ve Švábsku. Jeho spoluhráči v kapele byli mimo jiné Ignaz von Beeck, Josef Rejcha a František Antonín Rössler-Rosetti. Dochoval se záznam z roku 1776 o křtu jeho nemanželského syna Františka Xavera Josefa.
V roce 1777 byl jmenován hobojistou kapely bavorského kurfiřta Maxmiliána Josefa III. Na jeho dvoře se setkal s Wolfgangem Amadeem Mozartem, se kterým se spřátelil. Mozart ho uvedl do šlechtické společnosti, pomáhal mu s pořádáním koncertů a přispěl tak k jeho pozdějšímu věhlasu.
Ve stejném roce se oženil s dcerou svého kolegy, hornisty Josefa Procházky. Z mnoha dětí, které se jim narodily, pouze dvě následovaly svého otce. Josef a Maximilián se stali hudebníky v Badische Hofkapelle v Karlsruhe.
Ke konci roku 1778 odešel do Salcburku (bydlel ve stejném domě jako Mozart), kde se stal hobojistou v kapli arcibiskupa Jeronýma z Colloreda. Hrál na housle a violoncello i v divadelním orchestru a účastnil se tak i premiéry Mozartova Únosu ze serailu. Ze Salcburku se přesunul do Vídně, kde působil jako první hornista v kapele knížete Esterházyho.
V roce 1786 byl pozván do Petrohradu, kde vstoupil do služeb knížete Orlova, aby zorganizoval jeho orchestr. Na zpáteční cestě z Ruska uspořádal několik koncertů v různých evropských městech včetně Prahy, Berlína a Vratislavi. Hrál i před pruským králem Fridrichem Vilémem II. Po návratu, se v roce 1792 stal prvním violoncellistou v kapele knížete Josefa Marii Benedikta z Fürstenbergu v Donaueschingenu, kde v roce 1816 zemřel.
Josef Fiala byl všestranný skladatel i výkonný umělec. Své současníky udivoval virtuozitou své hry a vrcholnou technickou obtížností se vyznačovaly i jeho instrumentální koncerty. V jeho díle je patrný vliv W. A. Mozarta a naopak sám Mozart Fialovy skladby vysoce oceňoval. Poměrně velká část jeho děl se dochovala. Dodnes některá vycházejí znovu v moderních revizích. U nás byla jeho díla nalezena na zámku v Náměšti nad Oslavou. V roce 1993 vydal Reimländer tematický katalog jeho děl.

## Dílo

### Instrumentální koncerty s orchestrem
- Koncert pro housle, hoboj, violu a violoncello
- Koncert pro 2 hoboje
- Koncert pro klarinet a anglický roh
- Koncert pro 2 lesní rohy
- 5 koncertů pro violoncello
- Koncert pro flétnu
- Koncert pro hoboj
- Koncert pro anglický roh nebo lesní roh
- Koncert fagot
- Koncert pro trubku

### Komorní hudba
- 30 skladeb pro 5–10 dechových nástrojů
- 24 kvartetů
- 10 trií
- 7 skladeb pro housle a violoncello
- 3 skladby pro violoncello a kontrabas
- 1 skladba pro 2 flétny
- 2 skladby pro flétnu nebo hoboj a fagot
- 2 skladby pro hoboj a housle
- 2 skladby pro hoboj a violu

### Ostatní skladby
- 10 symfonií
- Rondo pro cembalo a housle
- 2 sonáty pro cembalo nebo kladívkový klavír
- Různé tance pro cembalo
- Mše
- Ave Maria